# Mesembryanthemum subtruncatum
Mesembryanthemum subtruncatum är en isörtsväxtart som beskrevs av L. Bol. Mesembryanthemum subtruncatum ingår i Isörtssläktet som ingår i familjen isörtsväxter. Inga underarter finns listade i Catalogue of Life.